# Astragalus herbertii
Astragalus herbertii är en ärtväxtart som beskrevs av Maassoumi. Astragalus herbertii ingår i släktet vedlar, och familjen ärtväxter. Inga underarter finns listade i Catalogue of Life.